# هوبير ميلر
هوبير ميلر (بالإنجليزية: Hubert Miller)‏ هو متزلج جماعي أمريكي، ولد في 24 فبراير 1918 في سارانك ليك في الولايات المتحدة، وتوفي في 18 نوفمبر 2000.

## وصلات خارجية
- هوبير ميلر على موقع اللجنة الأولمبية الدولية (الإنجليزية)
- هوبير ميلر على موقع أوليمبيديا (الإنجليزية)